# Разливинский, Ян
Ян Разливинский (настоящее имя — Яков Васильевич Разливинский, род. 17 декабря 1963) — русский писатель и журналист.

## Биография
Родился в 1963 году в Новоалтайске (Алтайский край). С 1986 года жил в Тульской области, Москве. В 1997 году переехал на Урал.
Работать журналистом стал сразу после окончания школы, в 1981 году. Был корреспондентом, заведующим отделом, редактором. Член Союза журналистов с 2004 года.
Первые публикации в местной периодике появились ещё в школьные годы. В своей работе отдает предпочтение фантастике, однако активно использует и другие жанры: юмористику, историческую и реалистическую прозу, мистику и т. д.
Публиковался в журналах «Уральский следопыт», «Полдень, XXI век», «Знание  — сила», «Техника — молодежи», «Искатель», «Мир фантастики» и многих других. Переводился на украинский, болгарский, немецкий языки.
Рассказы и повести собраны в сборники «Пройди по следу», «По ком звонит колокольчик», «Дождь из лягушек», «Старьёвщик» и др.
Увлечение историей фантастики вылилось в целый ряд статей, опубликованных в альманахах «Пришельцы», «Фантастика», журналах «Мир библиографии», «Искатель. Украина» и других, авторском сборнике «Гуд бай, лунатики!» (2015).

В научно-популярном жанре для детей написал книги «Ничего, кроме льда», «Путешествие на дно океана», «Заповедник динозавров» и другие.
Также автор оригинальной гипотезы о местоположении Атлантиды, изложенной в книгах «Атлантида: Учебник для интересующихся» (2001) и «Атлантида. Утраченный континент» (2012).

Занимался издательской деятельностью. В серии «Контрабанда» увидел свет ряд книг современных уральских авторов: Андрея Санникова, Евгения Туренко, Алексея Сальникова, Екатерины Симоновой и других.
Член Союза российских писателей с 2007 года.
С 2019 года возглавляет литературную студию «ВМесто тысячи слов» при городской библиотеке.